# テレオンゆめフェスタ
テレオンゆめフェスタは、テレビ山口とゆめタウン山口の共同で2005年から行われているイベント。毎年テレビ放映も行っている。

## テレビ放映時間
毎年10月第1土曜日
- 09:55〜10:00　前プレ番組「もうすぐテレオンゆめフェスタ」
- 10:00〜11:45　公開生放送

## 2006年度出演者
- 総合司会：横溝洋一郎アナ、木村智美アナ　（両者tysスーパー編集局担当）
- ゲスト：カラテカ、出雲阿国、モンキーラビット
- 中継（tysロビー・前庭）：伊藤愛、佐藤けいアナ　（両者tysスーパー編集局、週末ちぐまや家族担当）
- 中継（ゆめタウン）：スペース佐藤、早川友希アナ　（両者ぐちモニ担当）
- 中継（綜合自動車学校）：沖永優子、香川純也アナ　（両者週末ちぐまや家族担当）

## イベント内容（2006年度）
ステージイベント
しまじろう こどもちゃれんじステージ（2回）／よしもとお笑いライブ（カラテカ・出雲阿国）／モンキーラビット ライブ／お楽しみ抽選会 ほか
ロビー1Ｆ・2Ｆイベント
ポケモン新作ゲームソフト体験／ピカチュウと撮影会／地デジ対応テレビ・ワンセグ対応携帯の展示 ほか
スタジオ棟イベント
しまじろう握手会（整理券必要）／スタジオ見学・記念撮影／番組出演者と写真撮影
前庭イベント
お祭り屋台（大内商工会他）／各種バザー／tysテレオンパーク／テレオン縁日／ふわふわドーム
ゆめタウン山口
ポケモンセンターあきまつり in ゆめタウン山口（10/7-8）
綜合自動車学校
秋吉台サファリランドふれあい動物広場／マウンテンバイク曲芸／シートベルト体験装置コーナー／わなげ、射的、金魚すくい 　他